# Mukibizi
Mukibizi är ett periodiskt vattendrag i Burundi.   Det ligger i provinsen Ngozi, i den norra delen av landet, 110 km nordost om huvudstaden Bujumbura.
Omgivningarna runt Mukibizi är en mosaik av jordbruksmark och naturlig växtlighet. Runt Mukibizi är det tätbefolkat, med 319 invånare per kvadratkilometer.